# Guyalna aurora
Guyalna aurora is een insect dat behoort tot de cicadenfamilie van de zangcicaden Cicadidae. De wetenschappelijke naam van de soort werd voor het eerst geldig gepubliceerd in 2017 door Ruschel.